# 椭圆叶天芥菜
椭圆叶天芥菜（学名：Heliotropium ellipticum）是紫草科天芥菜属的植物，是中国的特有植物。分布在巴基斯坦、伊朗、俄罗斯以及中国大陆的新等地，生长于海拔100米至840米的地区，多生长于山沟、路旁、石砾荒漠以及河谷处，目前已由人工引种栽培。